# Pietro Pellegri
Pour les articles homonymes, voir Pelegri.
Pietro Pellegri, né le 17 mars 2001 à Gênes, est un footballeur international italien qui évolue au poste d'avant-centre au Empoli FC, en prêt du Torino FC. Il est le plus jeune joueur de l'histoire (à égalité avec Amedeo Amadei) à avoir disputé un match de Serie A.

## Biographie

### En club

#### Genoa CFC
Pietro Pellegri est issu du centre de formation d'un des clubs de sa ville natale, le Genoa, où il fréquente des joueurs comme Eddie Salcedo, autre talent précoce du football italien.
Le 22 décembre 2016, il fait ses débuts avec l'équipe première en Serie A lors d'une défaite 1 à 0 sur le terrain du Torino, en remplaçant Tomás Rincón à la 88e minute de jeu. Alors âgé de 15 ans et 280 jours, il égale le record d'Amedeo Amadei du plus jeune joueur à prendre part à un match de Serie A. Il est également le premier joueur né au 21e siècle à jouer en Serie A.
Le 28 mai 2017, il connait sa première titularisation en professionnel. Il inscrit lors de ce match son premier but en championnat, la rencontre se soldant par une défaite des siens 3 buts à 2 face à la Roma. Il devient ainsi le premier joueur né au XXIe siècle à marquer en Serie A à l' âge de 16 ans et 72 jours.
Le 17 septembre 2017, il devient le premier joueur âgé de 16 ans à mettre un doublé dans un match d'un des grands championnats européens lors de la défaite 3-2 de son équipe face à la Lazio.
Le 24 septembre 2017, il est titulaire lors d'une défaite 1-0 face à l'Inter de Milan.
Le 20 décembre 2017, il entre en jeu en huitième de finale de la Coupe d'Italie face à la Juventus mais n'empêche pas la défaite et l'élimination de son équipe.

#### AS Monaco
Le 27 janvier 2018, Pellegri s'engage sur une longue durée avec l'AS Monaco contre la somme de 25 millions d’euros pour pallier le départ de Guido Carrillo à Southampton.
Le 17 février 2018, à 16 ans et 336 jours, Pellegri, face à Dijon, devient le plus jeune joueur de l'AS Monaco à disputer une rencontre du championnat de France depuis 40 ans et dépasse ainsi Kylian Mbappé de seulement 11 jours (16 ans et 347 jours). Sa carrière est cependant ralentie peu après cet exploit pour un problème de pubalgie.
Le 26 août 2018, lors de la troisième journée du Championnat de France de football 2018-2019, il inscrit son premier but en championnat contre les Girondins de Bordeaux à la 63e minute à la suite d'une erreur du défenseur bordelais Jules Koundé.
Le 6 décembre 2020, il inscrit son premier but depuis plus de deux ans en fin de match contre Lille, lors d'une défaite 2-1 chez les Lillois. Le 2 mai 2021, il entre en jeu en fin de match contre l'Olympique lyonnais et obtient un pénalty en fin de match en recevant un coup de poing dans le visage par le gardien lyonnais Anthony Lopes. Le pénalty sera inscrit pour une égalisation monégasque 2-2, mais Lyon marquera un dernier but pour l'emporter. Pellegri recevra un carton rouge après le match pour avoir participé à une bagarre générale.

#### AC Milan
Le 25 août 2021, l'AS Monaco annonce son prêt d'un an avec option d'achat à l'AC Milan.

### En sélection
Il participe au championnat d'Europe des moins de 17 ans en 2017 avec l'Italie. Lors de cette compétition, il joue deux matches, inscrivant un but contre la Turquie.
En octobre 2017 il est convoqué en équipe d'Italie des moins de 19 ans mais reste sur le banc lors des matchs de sa sélection. Le 9 novembre 2017 il connait sa première sélection en U19 face aux Pays-Bas, titulaire 60 minutes lors d'une défaite 2-1.
Il est convoqué pour la première fois avec la sélection A en septembre 2018 mais il déclare forfait à la suite d'une blessure. Il doit attendre plus de deux ans pour être à nouveau appelé et faire ses débuts lors d'un succès 4-0 en amical contre l'Estonie.

## Vie privée
Le père de Pietro Pellegri, Marco Pellegri, est le team manager du Genoa. Pietro Pellegri s'est fait tatouer la date d'anniversaire de ses parents sur le bras. Au Genoa, Pellegri jouait avec le numéro 64 dans le dos en hommage à l'année de naissance de ses parents.

## Statistiques
| Saison                | Club                  | Championnat           | Championnat | Championnat | Coupe nationale | Coupe nationale | Coupe de la Ligue | Coupe de la Ligue | Supercoupe | Supercoupe | Compétition(s) continentale(s) | Compétition(s) continentale(s) | Compétition(s) continentale(s) | Italie | Italie | Total | Total |
| Saison                | Club                  | Division              | M.          | B.          | M.              | B.              | M.                | B.                | M.         | B.         | Comp.                          | M.                             | B.                             | M.     | B.     | M.    | B.    |
| 2016-2017             | Genoa CFC             | Serie A               | 3           | 1           | -               | -               | -                 | -                 | -          | -          | -                              | -                              | -                              | -      | -      | 3     | 1     |
| 2017-2018             | Genoa CFC             | Serie A               | 6           | 2           | 1               | 0               | -                 | -                 | -          | -          | -                              | -                              | -                              | -      | -      | 7     | 2     |
| Sous-total            | Sous-total            | Sous-total            | 9           | 3           | 1               | 0               | 0                 | 0                 | 0          | 0          | -                              | 0                              | 0                              | 0      | 0      | 10    | 3     |
| 2017-2018             | AS Monaco             | Ligue 1               | 3           | 0           | -               | -               | -                 | -                 | -          | -          | -                              | -                              | -                              | -      | -      | 3     | 0     |
| 2018-2019             | AS Monaco             | Ligue 1               | 3           | 1           | -               | -               | -                 | -                 | -          | -          | C1                             | -                              | -                              | -      | -      | 3     | 1     |
| 2019-2020             | AS Monaco             | Ligue 1               | -           | -           | -               | -               | -                 | -                 | -          | -          | -                              | -                              | -                              | -      | -      | 0     | 0     |
| 2020-2021             | AS Monaco             | Ligue 1               | 16          | 1           | 1               | 0               | -                 | -                 | -          | -          | -                              | -                              | -                              | 1      | 0      | 18    | 1     |
| Sous-total            | Sous-total            | Sous-total            | 22          | 2           | 1               | 0               | 0                 | 0                 | 0          | 0          | -                              | -                              | -                              | 1      | 0      | 24    | 2     |
| 2021-2022             | AC Milan (prêt)       | Serie A               | 6           | 0           | -               | -               | -                 | -                 | -          | -          | C1                             | -                              | -                              | -      | -      | 6     | 0     |
| 2021-2022             | Torino FC (prêt)      | Serie A               | 9           | 1           | -               | -               | -                 | -                 | -          | -          | -                              | -                              | -                              | -      | -      | 9     | 1     |
| 2022-2023             | Torino FC             | Serie A               | 17          | 2           | 2               | 2               | -                 | -                 | -          | -          | -                              | -                              | -                              | -      | -      | 19    | 4     |
| 2023-2024             | Torino FC             | Serie A               | 17          | 0           | 2               | 0               | -                 | -                 | -          | -          | -                              | -                              | -                              | -      | -      | 19    | 0     |
| Sous-total            | Sous-total            | Sous-total            | 43          | 3           | 4               | 2               | -                 | -                 | -          | -          | -                              | -                              | -                              | -      | -      | 47    | 5     |
| Total sur la carrière | Total sur la carrière | Total sur la carrière | 80          | 8           | 6               | 2               | 0                 | 0                 | 0          | 0          | -                              | 0                              | 0                              | 1      | 0      | 87    | 10    |

### Liste des matches internationaux
| Matches internationaux de Pietro Pellegri | Matches internationaux de Pietro Pellegri | Matches internationaux de Pietro Pellegri | Matches internationaux de Pietro Pellegri | Matches internationaux de Pietro Pellegri | Matches internationaux de Pietro Pellegri | Matches internationaux de Pietro Pellegri                        |
|                                           | Date                                      | Lieu                                      | Adversaire                                | Résultat                                  | Compétition                               | Notes                                                            |
| ----------------------------------------- | ----------------------------------------- | ----------------------------------------- | ----------------------------------------- | ----------------------------------------- | ----------------------------------------- | ---------------------------------------------------------------- |
| 1.                                        | 11 novembre 2020                          | Stade Artemio-Franchi, Florence, Italie   | Estonie                                   | 4 - 0                                     | Match amical                              | Entré en jeu à la place de Kevin Lasagna à la 71e minute de jeu. |

## Palmarès

### En club
AS Monaco
- Ligue 1
  - Vice-champion : 2018
- Coupe de France
  - Finaliste : 2021